# Maerua cafra
Maerua cafra là một loài thực vật có hoa trong họ Capparaceae. Loài này được Pax mô tả khoa học đầu tiên.